# Ronan Hardiman
Ronan Hardiman (* 19. Mai 1961 in Dublin, Irland) ist ein irischer Komponist, der vor allem für seine Soundtracks zu den Tanz-Shows Lord of the Dance, Feet of Flames und Celtic Tiger von Michael Flatley bekannt wurde.

## Biografie
Bis 1990 arbeitete er zwölf Jahre lang in der Bank of Ireland und trat fallweise mit lokalen Bands auf. Er zählt zu den produktivsten und erfolgreichsten Komponisten des zeitgenössischen irischen Filmes und des Fernsehens. Hardiman bekam große Anerkennung für seine Musik für My Friend Joe von 1996, der beim Berliner Film Festival den kristallenen Bären für den besten Kinderfilm erhielt. Ebenfalls 1996 kontaktierte ihn Flatley für den Soundtrack für Lord of the Dance, der ein internationaler Hit wurde. 1998 veröffentlichte er das Solo-Album Solas und ein Jahr später Feet of Flames.
Sein 2000 veröffentlichtes Album Anthem verband die keltischen Sounds, für die er bekannt war, mit mehr modernen Pop-Elementen. Das Lied „Ancient Lands“ von Anthem verwendete der olympische Meister des Eiskunstlaufes der Männer von 2002, Alexei Jagudin, in seinem Programm „Overcome“.

## Diskografie

### Studioalben
- 1993: Celtic Classics 1
- 1996: Celtic Classics 2
- 1996: Ancient Lands
- 1996: Lord of the Dance
- 1998: Solas
- 2000: Anthem
- 2001: Feet of Flames
- 2006: Celtic Tiger